# Mutts
(Charles Schulz)
Mutts è una striscia a fumetti ideata nel 1994 dal fumettista statunitense Patrick McDonnell.
La storia è incentrata sulle avventure quotidiane di due animali domestici: un cane di nome Earl e un gatto chiamato Mooch. Earl e Mooch interagiscono tra di loro, con i padroni umani e un vasto gruppo di altri animali del quartiere. La striscia è ambientata negli Stati Uniti contemporanei, in una piccola cittadina non specificata. I due protagonisti compaiono nella maggior parte delle strisce, benché alcuni episodi siano stati dedicati ai vari comprimari.
La striscia, che appare su 700 quotidiani e in più di 20 paesi, è stata pubblicata in Italia dal mensile di fumetti Linus, dalla casa editrice Panini Comics ed è presente in parte nei diari della Comix.

## Trama
La striscia si basa sul rapporto tra i due. La loro amicizia si focalizza sulle differenze tra cane e gatto: Earl è amichevole, ama la compagnia del padrone e preferisce stare all'aria aperta; Mooch è spesso indifferente con i suoi padroni e preferisce stare in casa. Earl e Mooch interagiscono tra di loro, con i padroni umani e un vasto gruppo di altri animali del quartiere.

## Personaggi

### Earl
Earl vive con il padrone, Ozzie, uno scapolo. Trascorrono molto tempo insieme e per questo, quando Ozzie si assenta, Earl sente una forte nostalgia nei suoi confronti. Il cane passa parte del suo tempo libero con Mooch, con il quale passeggia per le strade, visitando luoghi cittadini o animali selvatici.

### Mooch
(Mooch)
Mooch è il vicino di casa di Earl e vive con i padroni Frank e Millie, una coppia di pensionati che possiede anche un pesce di nome Sid. Mooch preferisce l'ambiente domestico, dove trascorre intere giornate a dormire o a giocare con la sua piccola calza rosa, piuttosto che uscire con Earl. È innamorato di Shnelly, una gatta che lo rifiuta costantemente. Attraverso la finestra della gatta si riescono a scorgere soltanto le sue orecchie.
Tra le tante attività di Mooch, vi è quella di un club del libro, che il gatto organizza più o meno frequentemente, e al quale prendono parte i due scoiattoli Bip e Bop.
Ha un difetto di pronuncia che non gli permette di pronunciare correttamente le parole con la s, alla quale aggiunge il dittongo ci. Parole come sì e silenzio vengono da lui trasformate in scì e scilenzio. È spesso schizzinoso riguardo al cibo che gli viene servito dalla padrona.
Mooch ha, inoltre, un alter ego, chiamato Shphinx (Scifinge), una sfinge onnisciente, alla quale molti animali pongono indovinelli, ai quali Mooch non riesce a rispondere.

### Ozzie
Ozzie è il padrone di Earl. Di indole tranquillo, l'uomo è single e passa spesso le festività con i vicini, Millie e Frank. Le sembianze di Ozzie sono basate su quelle dell'autore, Patrick McDonnel.

### Millie e Frank
Millie e Frank sono una coppia di anziani, padroni di Mooch, e vicini di casa di Ozzie. Millie è più attaccata al suo gatto rispetto a Frank, più burbero e meno disponibile nei confronti di Mooch. I due vengono spesso schiavizzati dal gatto, il quale li tratta come servi, svegliandoli la notte e pretendendo il suo pasto.

### Comprimari

#### Bip e Bop
Bip e Bop sono una coppia di scoiattoli che passano la maggior parte del loro tempo a raccogliere ghiande da lanciare, divertiti, ai passanti che capitano sotto l'albero in cui vivono. I due partecipano spesso al Club del libro, indetto da Mooch, commentando i titoli dei libri letti.

#### Crabby
Crabby è un granchio scontroso, dalla sboccata parlantina (ironicamente censurata da simboli grafici). Le sue uniche attività sono quelle di lamentarsi di ogni cosa gli capiti a tiro, e di raccontare le sue passate avventure (in una nave di pirati, dentro ad una balena o nel profondo oceano). Molte delle strisce a lui dedicate presentano delle citazioni a Braccio di Ferro.
Uno degli amici di Crabby è Mussels Marinara, un molluscolo bivalve, ossessionato dai suoi muscoli.

#### Cane da guardia
Un cane da guardia perennemente legato ad una catena. Sebbene abbia un aspetto minaccioso e intimidatorio, l'animale è in realtà dolce e nostalgico. Riceve spesso le visite di Earl e Mooch, e di Doozy, una bambina che gli porta cibi e dolcetti e gli fa compagnia per delle ore.

#### Shtinky (Jules)
Shtinky (detto anche Jules) è un piccolo gattino dalla memoria a breve termine, che vive con dei ricchi padroni. Convinto ambientalista, passa gran parte del suo tempo tentando di salvare il pianeta dall'inquinamento e salvaguardare i diritti degli animali (specialmente le tigri).

#### Sid
Sid è un pesciolino che vive a casa di Millie e Frank. Il pesce esprime spesso la sua solitudine, lamentandosi del fatto che non possa muoversi dalla boccia in cui risiede ed esprimendo il desiderio di essere liberato.

#### Sourpuss
(Sourpuss)
Sourpuss è un gatto grassoccio e imbronciato che detesta la compagnia della sua padrona e pretende di essere sempre lasciato solo, sotto il divano di casa. Esprime spesso la sua rabbia nei confronti del lunedì, giorno che detesta particolarmente. Questa sua caratteristica è un omaggio a Garfield, personaggio che odia il lunedì.

#### Woofie
Woofie è un affettuoso Golden retriever che tenta di baciare qualsiasi animale, in particolar modo i gatti. A causa della sua invadenza è spesso evitato da tutti, in quanto è solito saltare addosso a chiunque.

#### Doozy
Doozy è una bambina che ama gli animali, in particolare il cane da guardia, al quale porta spesso dei biscotti. Doozy non ama la scuola, e in particolare i compiti. Per questo, quando vede Mooch e Earl, si lamenta del fatto che gli animali non abbiano compiti da fare.

#### Butchie
Butchie è il proprietario del Fatty Snax Deli, negozio di alimentari frequentato da Earl e Mooch. I due passano molto tempo davanti alla vetrina del negozio, dove sono esposti carni e pesci di vario tipo. Butchie tenta spesso di mandare via di due animali, che si camuffano con vari costumi per cercare di entrare nel locale. A volte sono gli stessi Earl e Mooch ad entrare nel negozio e chiedere gusti di gelato assurdi o vari tipi di pesce.

## Temi ricorrenti

### Macchina giocattolo
Mooch si trova, in più occasioni, a guidare la macchina giocattolo rossa di Doozy, per i più svariati motivi (ci finisce dentro per errore o è la stessa Doozy a metterlo nella piccola automobile). Una volta nell'auto, il gatto sfreccia attraverso i paesaggi e i luoghi cittadini, accompagnato talvolta dall'amico Earl, incontrando i personaggi della serie, che guardano stupiti al gatto nell'auto. Diverse volte, i due si sono persi, attraversando ghiacciai e giungle.

### Mutts Book Club
Tra le tante attività estive di Mooch, vi è quella di un club del libro, che il gatto organizza più o meno frequentemente, e al quale prendono parte i due scoiattoli Bip e Bop. Durante queste sessioni pomeridiane, aventi luogo ai piedi dell'albero dove vivono Bip e Bop, Mooch, in piedi ad un piccolo masso piantato nel terreno, legge, analizza, discute grandi opera di finzione, commedie, drammi o romanzi del passato, tra i quali figurano Molto rumore per nulla, Grandi speranze, Guerra e pace, Il grande sonno, Il lungo addio e Il buio oltre la siepe.

### Shelter's Stories
In diverse occasioni, McDonnell ha trattato nella striscia problemi riguardanti l'animalismo, in particolare l'adozione di cuccioli nei canili o nei rifugi per animali abbandonati. I temi inclusi comprendono la Farm Animal Awareness Week e le Shelter Stories.
Letteralmente Storie del Rifugio, le strisce in questione narrano le storie di cuccioli e animali abbandonati, perché menomati, non voluti o troppo vecchi, nel caso dei cani, per gareggiare nelle corse. In questi archi narrativi individuali, l'animale racconta la propria storia, il proprio passato e in che modo essi siano arrivati al rifugio. Normalmente l'animale finisce il racconto quando viene adottato da qualcuno.

### Animal Idol
Molte volte lo show televisivo è comparso nella serie. Normalmente viene dedicato un blocco di strisce, che diventa essenzialmente una parodia del famoso programma americano American Idol, in cui, al posto di giovani talenti, sono i protagonisti e i comprimari della serie a cantare. Le strisce, strutturate in due riquadri, hanno uno schema fisso: presentano nel primo il personaggio che canta, e nel secondo tre giurati (anch'essi parodie dei giudici del programma americano, Randy Jackson, Simon Cowell e Paula Abdul), che commentano la performance con delle frasi cliché, stereotipate, o commenti acidi.

### The Dude Abiside
Quando Mooch è in casa, è solito vestire un accappatoio, trascinandosi per l'edificio atteggiandosi come il Drugo (The Dude) de Il grande Lebowski. Il suo comportamento lo porta all'immobilità, alla pigrizia e alla noncuranza degli altri. Quando Earl, o qualche altro animale nei paraggi, osa chiedergli qualcosa, Mooch risponde citando frasi dal film e dicendo che questo è l'atteggiamento da Drugo.

### Estate
Quando arriva l'estate, Earl e Mooch, insieme ai rispettivi padroni, vanno alla vicina spiaggia, a nuotare, prendere il sole e rilassarsi. Mooch, tuttavia, si limita a stendersi sulla sabbia e a dormire sotto il sole. Earl, invece, passa il tempo con Ozzie. I due fanno anche amicizia con animali dei paraggi, come Crabby, ai quali racconto le sue avventure attraverso i mari, è i delfini, con i quali Mooch comunica, vantandosi di saper parlare il linguaggio dei delfini, il delfinese, quando in realtà storpia semplicemente le parole.

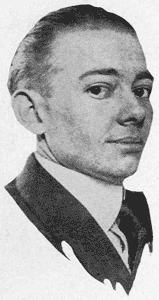
E. C. Segar, creatore di Braccio di Ferro, è una delle influenze di McDonnell

## Ideazione
Patrick McDonnell intraprese una lunga carriera di illustratore e, fin da giovane, ottenne diversi riconoscimenti nel campo dell'illustrazione e del disegno. A metà degli anni novanta, raggiunta una notevole fama, iniziò a sviluppare l'idea di una strip con protagonista degli animali e che trattessa argomenti che egli stesso aveva a cuore. Per riuscire nell'intento, McDonnell chiese aiuto a Charles Schulz, autore della striscia preferita da McDonnell, Peanuts.
Schulz diede al giovane disegnatori due suggerimenti: evitare l'umorismo autoreferenziale e ideare personaggi credibili per i lettori. Grazie all'appoggio di Schulz, McDonnell riuscì a concepire la striscia, unendo molte sue passioni, tra cui l'amore per gli animali e la natura. Mutts debuttò il 5 settembre 1994 su alcuni grossi quotidiani e si affermò definitivamente nel 1995 occupando gli spazi lasciati dalla chiusura di Calvin & Hobbes. Questa successione ha diversi paralleli (tanto da far diventare Mutts, secondo alcuni, il successore spirituale di Calvin & Hobbes), sia per le soluzioni stilistiche in cui il disegno e l'illustrazione in sé sono parte fondamentale della striscia, sia per il tipo di umorismo utilizzato. Entrambe le strisce, inoltre, sono famose per aver sperimentato con le tavole domenicali a grande formato: Watterson ha inventato diverse nuove soluzioni grafiche, mentre McDonnell ha usato un'ampia gamma di colori ed ha attinto all'arte, alla cultura pop e ai pulp magazine.
Schulz ha in seguito citato McDonnell, disegnando il personaggio di Earl insieme a Snoopy. In seguito, nel maggio 2000, pochi mesi dopo la morte di Schulz, McDonnell ha omaggiato l'autore inserendo Charlie Brown nella striscia.
Tra le influenze di Mutts ci sono George Herriman, E.C. Segar e le strisce di Krazy Kat e Peanuts.

## Accoglienza
(Innocent Bystander)
Fin dal primo anno di pubblicazione, Mutts ha ricevuto pareri positivi sia dal pubblico, con un conseguente aumento di apparizioni sui giornali, che dalla critica e da altri autori, ottenendo diversi riconoscimenti. Secondo Alice Sebold "Patrick McDonnell possiede una linea elegante e una narrazione che trascende e definisce il fumetto. La sua maestria sta nella chiarezza quasi Zen, nel impatto chiaro e diretto e nella sua comprensione del rapporta tra animale e uomo Quando si legge Mutts, si legge la genialità". Matt Groening, autore de I Simpson e Futurama, ha definito Mutts una combinazione perfetta di umorismo e serietà: "[Mutts] mi diverte tutti i giorni. Non è solo delicato e al contempo spassoso, una combinazione quanto mai rara, ma è anche la strip meglio disegnata che ci sia in giro".
Anche Art Spiegelman è dello stesso parere, arrivando a definire Mutts una delle ultime grandi strisce a fumetti:

### Riconoscimenti
Mutts ha ricevuto, sin dagli esordi, diversi premi, internazionali e non, come migliore striscia a fumetti. Tra i riconoscimenti ottenuti vi sono l'Harvey Award, vinto diverse volte, e il National Cartoonist Society's Award:
- 1996 - National Cartoonist Society's Award
  - Striscia a fumetti dell'anno
- 1997 - Harvey Award
  - Miglior striscia a fumetti
- 1998 - Germany's Max and Moritz Award
  - Miglior striscia a fumetti internazionale
- 1999 - Harvey Award
  - Miglior striscia a fumetti
- 1999 - National Cartoonist Society's Award
  - Fumettista dell'anno a Patric McDonnell
- 2001 - Harvey Award
  - Miglior striscia a fumetti
- 2002 - Harvey Award
  - Miglior striscia a fumetti
- 2003 - Harvey Award
  - Miglior striscia a fumetti

## Citazioni e riferimenti
Nelle strisce di Mutts vi sono parecchie citazioni a film (come Il grande Lebowski e Monsters & Co.), opere letterarie (gran parte citate nel Club del libro di Mooch), serie televisive, opere d'arte e icone della cultura americana e internazionale. Queste ultime, in particolare, sono state oggetto di omaggi da parte dell'autore.

### Tavole domenicali
Mutts è particolarmente famosa per le tavole domenicali a colori (Sunday Comics), che McDonnell trasforma spesso in dipinti a sé stanti, grazie all'uso di molti colori e sfumature. La tavola iniziale che funziona da logo e da titolo viene modificata ogni volta in un tributo grafico ad artisti, quadri famosi e icone. Sono presenti diverse rivisitazioni: dal Bacio di Gustav Klimt alla La persistenza della memoria di Dalí, dal L'urlo di Munch alle opere di Matisse, Andy Warhol, Gauguin, Mirò, e tanti altri che secondo le parole dell'autore hanno reso "Visibile l'invisibile". Gli omaggi grafici si estendono a poster e copertine di film e dischi che hanno segnato la cultura moderna e persino ad altri fumetti storici come Dick Tracy e Spirit o a famose pubblicità.

## Nel mondo
Mutts è stata tradotta in molte lingue e una buona porzione dei giornali e delle riviste che l'hanno ospitata è pubblicata fuori dagli Stati Uniti. Anche il formato cambia con le nazioni in cui è stata distribuita.
- austriaco: Milou & Filou
- danese: Mis Og Fister
- finlandese: Kamut
- francese: Earl & Mooch
- estone: Krantsid
- islandese: Kjölturakkar
- norvegese: Pels og poter
- olandese: Mutts
- portoghese: Au Miau
- spagnolo: Mutts
- svedese: Morrgan & Klös